# 1883 (مسلسل)
مسلسل 1883 هو مسلسل أمريكي حول الغرب الأمريكي وحياة رعاة البقر الكاوبوي تم عرضه لأول مرة في 19 ديسمبر 2021 على باراماونت +. إنه يركز على تاريخ عائلة دويتون التي تم تقديمها في يلوستون. تدور قصة المسلسل حول يبدأ جيمس ومارجريت داتون في رحلة غربًا عبر السهول الكبرى نحو آخر معقل لأمريكا الجامحة حيث يفرون من الفقر بحثًا عن مستقبل أفضل في أرض أمريكا الموعودة وهي مونتانا. تقع على عاتق شيا برينان مهمة شاقة تتمثل في توجيه المجموعة من تكساس إلى مونتانا، ولا يعاني الحمقى.

## الشخصيات
- Sam Elliott بدور Shea Brennan [1]
- تيم ماكغرو بدور James Dutton
- Faith Hill بدور Margaret Dutton
- Isabel May بدور Elsa Dutton
- LaMonica Garrett بدور Thomas
- Audie Rick بدور John Dutton
- مارك ريسمان بدور Josef
- Eric Nelsen بدور Ennis)
- James Landry Hébert بدور Wade
- Billy Bob Thornton بدور Marshal Jim Courtright

## الحلقات
بلغت عدد حلقات المسلسل (بحسب western-series.fandom.com) 10 حلقات تم عرض الحلقات الخمسة الأولى بيت شهري ديسمبر 2021 ويناير 2021.
| #. | اسم الحلقة                                    | تاريخ النشر       | ملخص الحلقة |
| -- | --------------------------------------------- | ----------------- | --- |
| 1  | 1883                                          | December 19, 2021 | تنطلق عائلة Dutton في رحلة غربًا عبر آخر معقل لأمريكا الجامحة. يصل جيمس إلى تكساس، حيث يستعد هو وعائلته لشق طريقهم عبر السهول الكبرى بحثًا عن منزل جديد ووعد بفرص.                                                                                                |
| 2  | Behind Us, A Cliff                            | December 19, 2021 | يقوم توماس وشيا بتجنيد جيمس وبعض رعاة البقر المحليين لتجميع قطيع من الماشية. عندما يبدؤون رحلتهم، تواجه القافلة بعض المخاطر العديدة التي سيواجهونها على طول الطريق.                                                                                             |
| 3  | River - النهر                                 | December 26, 2021 | يتوجه "جيمس بوتس" مع "شيا" و "توماس" بشأن قرار مهم. التوترات تتصاعد في المخيم عند توجيه اتهام. تبدأ إلسا في مغازلة أحد رعاة البقر. |
| 4  | The Crossing - العبور                         | January 9, 2022   | تواجه المجموعة مهمة مروعة تتمثل في عبور النهر بعرباتهم وإمداداتهم. توماس ونويمي يتقاربان. |
| 5  | انياب الحرية The Fangs of Freedom             | January 16, 2022  | تأقلم شيا وتوماس مع تداعيات عبور النهر، لكن ليس هناك سوى القليل من الوقت للحزن ولا يوجد نقص في التحديات في المستقبل. تشترك Elsa و Ennis في لحظة رومانسية. ويهاجمهم قطاع طرق ليموت الشاب الذي احبته                                                              |
| 6  | (Boring The Devil)                            | January 30, 2022  | |
| 7  | البرق ذو الشعر الاصفر - Lightning Yellow Hair | February 6, 2022  | تلتقي المجموعة بمجموعة من الهنود الحمر ليتحولوا من اعداء إلى ضيوف بعد دفعهم لهم ضريبة الارض التي يرعون فيها، تنشا مشاعر جميله بين سام "الهندي الاحمر" و ايلسا الذي ينقذها من موت محتم بعد استرداد رعيتهم التي سرقت منهم، وينجو الاب من اصابة بليغة بعد القتال . |
| 8  |                                               | February 13, 2022 | |
| 9  |                                               | February 20, 2022 | |
| 10 |                                               | February 27, 2022 | |